# Club Deportivo Thomas Bata (fútbol)
El Club Deportivo Thomas Bata es un club de fútbol de Chile, con sede en Peñaflor, Región Metropolitana de Santiago. Fue fundado el 18 de septiembre de 1940 y compite en la Asociación Independiente de Peñaflor.
El club pertenece, como rama de fútbol, a la entidad polideportiva Club Deportivo Thomas Bata, dependiente de la empresa de calzado Bata. En la época de la desaparecida competencia del Regional Central fue uno de los clubes más poderosos y con la mayor cantidad de títulos obtenidos.

## Historia
El club tiene sus raíces en la llegada a Chile de la empresa de calzado Bata, la cual, en 1939, abrió su primera tienda en el país con una pequeña fábrica en la comuna de Peñaflor y luego con una pequeña tienda en la calle San Diego. Al año siguiente, sus trabajadores decidieron fundar una institución deportiva que los representase, teniendo su sede en Peñaflor, y decidieron bautizarla en honor al fundador de la industria, Tomáš Baťa. Así, el 18 de septiembre de 1940, se fundó el Club Deportivo Thomas Bata, que fue la primera de las dos instituciones representativas de la empresa en el ámbito deportivo (la otra fue el Club Deportivo Soinca Bata, fundado en 1963 y con sede en Melipilla).
La representación de la rama de fútbol, en sus primeros años, se inscribió en la Asociación Peñaflor, donde consiguió varios títulos. En el año 1950 fueron invitados a participar en la División de Honor Amateur, torneo en que se clasificó como campeón en 1951. En 1952, fue creada oficialmente la Segunda División de Chile, siendo uno de sus fundadores Thomas Bata, que logró el tercer lugar en la primera edición del campeonato. Al año siguiente, el club se tituló campeón de la edición de 1953 de Segunda División, con 29 puntos en total y con siete de diferencia sobre América e Instituto O'Higgins, ambos de Rancagua. Sin embargo, Thomas Bata, en su calidad de campeón de la segunda categoría, no ascendió a la Primera División de Chile, porque la empresa Bata no contaba con los recursos para competir en la máxima división y rechazó la promoción, siendo el único caso en la historia del fútbol profesional chileno de un equipo que ha renunciado a ascender.
A fines de 1954, pese a obtener el tercer lugar en el campeonato, Thomas Bata optó por retornar a su asociación local. Pese a lo anterior, inició una exitosa etapa a partir de 1956 en el Campeonato Regional de la Zona Central (antecesor de la Cuarta División de Chile), transformándose en uno de los clubes más poderosos y con mayor cantidad de campeonatos obtenidos en esa competición, doce en total, correspondientes a los años 1956, 1957, 1958, 1959, 1962, 1963, 1965, 1966, 1967, 1970, 1977 y 1978.
En 1983, el equipo integró a la Cuarta División de Chile, categoría que sucedió al Campeonato Regional de la Zona Central y cuyo título permite el ascenso a la Tercera División de Chile, fundada en 1981. En 1988, Thomas Bata ganó la edición de ese año y ascendió a Tercera División, en la cual tuvo una fugaz participación de dos años, destacando su positiva actuación en el campeonato de 1989, clasificando a la liguilla o hexagonal final, en la que Lozapenco fue campeón. A fines del año siguiente, el club decidió volver a su asociación local (Asociación de Fútbol Independiente de Peñaflor) en la que sigue participando.

## Uniforme

### Uniforme titular
| 1951 | 1952 |

## Datos del club
- Temporadas en Segunda División: 3 (1952-1954).
- Temporadas en Tercera División: 2 (1989-1990).
- Temporadas en Cuarta División: 6 (1983-1988).
- Temporadas en asociación local: 51 (1955-1982 y 1991-presente)
- Mayor goleada conseguida: .
  - En campeonatos nacionales: .
- Mayor goleada recibida: .
  - En campeonatos nacionales: .
- Mejor puesto en Segunda División: 1.º (1953).
- Peor puesto en Segunda División: 3.º (1952 y 1954).

## Palmarés

### Torneos locales
- Campeonato Regional de la Zona Central (12): 1956, 1957, 1958, 1959, 1962, 1963, 1965, 1966, 1967, 1970, 1977, 1978.[1]
- Asociación Peñaflor (4): 1943, 1944, 1945, 1985.[1]

### Torneos nacionales
- Segunda División de Chile (1): 1953.
- División de Honor Amateur (1): 1951.[1]
- Cuarta División de Chile (1): 1988.